# Liste de personnalités liées à Mulhouse
Liste non exhaustive de personnalités liées à la ville française de Mulhouse.

## Nées avant 1800
- Johannes Hofer (1669-1752), médecin, né et mort à Mulhouse, célèbre pour être à l'origine du concept de nostalgie.
- Josué Hofer (1721-1798), greffier-syndic de la République de Mulhouse, né à Mulhouse.
- Jean-Henri Dollfus père (1724-1802), industriel, cofondateur de la première manufacture de Mulhouse, né et mort à Mulhouse.
- Johann Heinrich Lambert (1728-1777), physicien, mathématicien, cartographe, astronome et philosophe.
- Jean Zuber (1773-1852), industriel, d'origine suisse, dirige la manufacture de papiers peints Zuber & Cie à Rixheim (Haut-Rhin) à partir de 1802.
- Nicolas Koechlin (1781-1852), entrepreneur mulhousien, pionnier du chemin de fer en Alsace, député du Haut-Rhin.
- Mathias Graf (1782-1839), médecin, pasteur et historien, né et mort à Mulhouse.
- Godefroy Engelmann (1788-1839), inventeur en 1836 de la chromolithographie.
- Daniel Jelensperger (1799-1831), musicologue français.

## Nées auXIXesiècle
- Édouard Martin dit Martin de Strasbourg, (1801-1858), avocat et homme politique né à Mulhouse, député.
- Ferdinand Wachsmuth (1802-1869), peintre et graveur français.
- Jean-Jacques Meyer (1805-1877), ingénieur mécanicien.
- Napoléon Henri Reber (1807-1880), compositeur français.
- Charles Frédéric Girard (1822-1895), médecin et zoologiste émigré aux Etats Unis d'Amérique
- Joseph Alexandre Bernheim (1822-1893), typographe et journaliste français d'origine juive émigré à Buenos Aires, en Argentine, fondateur notamment du journal le Courrier de la Plata.
- Pierre Albert Tachard (1826-1919), homme politique, député d'opposition de 1869 à 1870, ministre plénipotentiaire en Belgique.
- Armand Weiss (1827-1892), magistrat, amateur d'art et érudit.
- Auguste Scheurer-Kestner (1833-1899), chimiste et personnalité politique. Il fut l'un des acteurs de l'affaire Dreyfus.
- Emmanuel Benner (1836-1896) et son frère jumeau Jean Benner (1836-1906), peintres.
- Jules Siegfried (1837-1922), entrepreneur et homme politique français.
- Joseph Spiess (1838-1917), inventeur du dirigeable à coque rigide.
- Hippolyte Bernheim (1840-1919), médecin précurseur de la psychothérapie et de l'étude de l'hypnose.
- Auguste Lustig (1840-1895), auteur de poésie, littérature et de théâtre en langue alsacienne dans sa variante mulhousienne : le Milhüser Ditsch (l'allemand de Mulhouse).
- Daniel Koechlin (1845-1914), peintre.
- Jean Sandherr (1846-1897), officier français mêlé à l'affaire Dreyfus.
- Julien Gustave Gagliardini (1846-1927), de son vrai nom Julien Gustave Gaillardin, peintre et graveur français.
- Auguste Gérardin (1849-après 1898), peintre et dessinateur. Élève de Lecoq de Boisbaudran, il a notamment illustré les œuvres de Villon, Hugo et Zola.
- Léon Ehrhart (1854-1875), organiste et compositeur français, grand prix de Rome.
- Jules Auguste Wiernsberger (1857-1925), compositeur et professeur de musique français.
- Maurice Klippel (1858-1942), médecin, neurologue et psychiatre.
- Alfred Dreyfus (1859-1935), militaire français, victime de l'affaire Dreyfus.
- René Schützenberger (1860-1916), artiste-peintre, élève de Jean-Paul Laurens.
- Paul Robert Hickel,(1861-1935), botaniste français.
- Charles Martin Loeffler (1861-1935), compositeur naturalisé américain.
- Philipp August Becker (1862-1947), romaniste allemand.
- Georges Friedel (1865-1933), minéralogiste, fils de Charles Friedel.
- Pierre Weiss (1865-1940), physicien, spécialiste du magnétisme.
- Alfred Werner (1866-1919), chimiste, prix Nobel de chimie en 1913.
- Edmond Suau (1871-1929), artiste-peintre, élève de Jean-Joseph Benjamin-Constant, Jules Joseph Lefebvre et Tony Robert-Fleury[1].
- Artur Dinter (1876-1948), écrivain et homme politique allemand d'extrême-droite nationaliste et antisémite .
- Paul Drumm (1876-1960), écrivain et poète.
- Maurice Victor Achener (1881-1963), artiste peintre illustrateur et graveur.
- Charles Oulmont (1883-1984), homme de lettres et collectionneur.
- Pierre Bernheim (1884-1944), Compagnon de la Libération, résistant, assassiné par la Gestapo à Bron le 20 août 1944[2],[3].
- Marg Moll (1884-1977), artiste et écrivaine allemande.
- Jacques Fonlupt-Espéraber (1886-1980), homme politique français, député MRP du Haut-Rhin de 1945 à 1955 .
- Joseph Féga (1887-1966), homme politique français de centre droit, député de 1936 à 1940.
- Paul Wolff (1887-1951), photographe allemand.
- Friedrich Wilhelm Levi (1888-1966), mathématicien allemand.
- Jacques-Fernand Schwartz (1889-1960), général de division, défenseur de Strasbourg en 1944-45[4].
- Achille Enderlin (1893-1927), pionnier français de l'aviation, pilote d'essai de la Société des lignes Latécoère (Aéropostale).
- Édouard Fuchs (1896-1992), homme politique français de centre droit, député de 1936 à 1940.
- Édouard Raynal (1896-1976) de son vrai nom Édouard-Armand Goldschmitt, industriel français, créateur de la société de jouets Poupée Raynal.
- Alphonse Higelin (1897-1988), gymnaste, médaillé olympique à Paris en 1924.
- Maurice Georges Poncelet (1897-1978), peintre et lithographe.
- Joseph Doerflinger (1898-1970), pilote français, pionnier de l'aéropostale.
- Joseph Steib (1898-1966), artiste peintre naïf, marqué par l'univers pictural de l'expressionnisme allemand (Otto Dix,George Grosz etc ) son œuvre principale Le Salon des Rêves, réalisée durant la Seconde Guerre mondiale, est une féroce satire du régime nazi.
- Paul Winter (1898-1987), industriel du textile, chef des Forces françaises de l'intérieur du Haut-Rhin pendant la Seconde Guerre mondiale, fondateur de la Septième colonne d'Alsace (réseau Martial).
- Hélène Burger (1900-1987)[5] a été admise parmi les 4281 Justes parmi les nations de France[6] pour avoir sauvé des personnes juives persécutées par le régime nazi et le gouvernement de Vichy.
- Robert Wyler (1900-1971), réalisateur, scénariste et producteur de cinéma. Comme son frère cadet William Wyler, il émigra aux États-Unis dont il devint citoyen. Sa carrière se déroulera à l'âge d'or des studios d'Hollywood.

## Nées auXXesiècle
- William Wyler (1902-1981), cinéaste, auteur notamment de Ben-Hur.
- Marcelle Brunswig (1903-1987), artiste peintre.
- Karl Brandt (1904-1948), médecin personnel d'Adolf Hitler.
- Herbert Blankenhorn (1904-1991), diplomate allemand.
- Véronique Filozof (1904-1977), peintre et illustratrice.
- Paul Heinrich-Beaumont (1904-1977), militaire français, Résistant[7]. Il fut également joueur de football au Football Club de Mulhouse et joua des matchs en équipe de France amateurs.
- Nusch Éluard née Maria Benz (1906-1946), artiste, égérie du Surréalisme. Elle fut la seconde épouse du poète Paul Eluard. Son surnom Nusch étant une probable déformation[8] du mot Nuss qui signifie noix en allemand (sa langue maternelle).
- Claire Roman, née Claire-Henriette-Émilie Chambaud  (1906-1941), obtient son brevet de pilote en 1932, elle est la première aviatrice militaire française. Elle décèdera dans un accident d'avion.
- Les frères Schlumpf, Hans (1904-1989) et Fritz (1906-1992), industriels d'un empire du textile et collectionneurs de voitures anciennes de prestige.
- Jean Starcky (1909-1988), Compagnon de la Libération, aumônier militaire, directeur de l'Institut français d'Archéologie. Il participe au déchiffrement et à l'interprétation des manuscrits de la mer Morte.
- Anny Blatt (1910-1989), créatrice de haute couture et dirigeante d’entreprise française. Elle est connue pour ses productions vestimentaires liés à la laine[9].
- Joë Nordmann (1910-2005), avocat, militant actif du Parti communiste français.
- Paulette Fink (1911-2005), infirmière, résistante. De confession juive, après la Seconde Guerre Mondiale, elle émigre aux États-Unis à Minneapolis
- Simone Rose Hirschler (1911-1944), née Lévy, épouse et la collaboratrice de René Hirschler, grand rabbin de Strasbourg et du Bas-Rhin.
- Raymond Zimmermann (1912-2010),  avocat et homme politique, député.
- Marcel Fenchel dit Luipart (1912-1989), danseur et chorégraphe[10]. L'essentiel sa carrière se déroula en Allemagne et Autriche (où il est mort).
- François Spoerry (1912-1999), architecte, il a réalisé l'ensemble balnéaire de Port Grimaud.À Mulhouse, on lui doit la tour de l'Europe, la tour Wilson, les Résidences Clemenceau et Pierrefontaine
- Pierre Probst (1913-2007), dessinateur pour enfants, créateur du célèbre personnage de Caroline.
- Émile Rummelhardt (1914-1975), footballeur puis entraineur, né à Mulhouse.
- Émile Muller (1915-1988), homme politique. Il est notamment candidat à l'élection présidentielle de 1974.
- Charles-Amarin Brand (1920-2013), archevêque de Strasbourg.
- Jean Dorst (1924-2001), scientifique naturaliste, spécialiste des oiseaux, précurseur dans l'étude des menaces pesant sur la biodiversité, membre puis directeur (de 1976 à 1985) du Muséum national d'histoire naturelle.
- Alain Plantey (1924-2013), docteur en droit, diplomate, membre de l'Académie des sciences morales et politiques (élu en 1983), président de l'Académie et de l'Institut en 1996.
- Édouard Will (1920-1997), historien, spécialiste de la Grèce antique.
- Jean-Louis Jaubert (1920-2013), musicien (Les Compagnons de la chanson).
- Madeleine Elbogen (1922-1944), étudiante de l'université de Strasbourg repliée à Clermont-Ferrand, déportée et assassinée à Auschwitz, épouse de André Elbogen, fusillé par les Allemands.
- Roger Bourdin (1923-1976), musicien.
- Pierre Seel (1923-2005), écrivain, déporté pour homosexualité.
- Christiane Scrivener (1925-), femme politique.
- Pierre Ludaescher (1925-1942), adolescent résistant pendant la Seconde Guerre mondiale.
- Frank Ténot (1925-2004), homme de presse à l’origine, avec Filipacchi, du phénomène « Salut les copains[11] » au début des années 1960.
- Henri Goetschy (1926-2021), homme politique français, il fut toute sa carrière de sensibilité centriste (du MRP au MoDem), sénateur du Haut-Rhin de 1977 à 1995, président du conseil général du Haut-Rhin de 1973 à 1988; ardent promoteur et défenseur de la langue alsacienne et de la culture régionale en général, il a fortement soutenu la création de l'Écomusée d'Alsace.
- Fredo Krumnow (1927-1974), syndicaliste à la CFDT
- Juliette de La Genière (1927-2022), archéologue.
- Jean-Paul Sac (1927-1944), résistant français mort à l'âge de 16 ans.
- Huguette Dreyfus (1928-2016), claveciniste. Son nom est donné en 2017 au nouveau conservatoire.
- Christian Zuber (1930-2005), journaliste, écrivain et producteur de films animaliers.
- Paul Kuentz (1930 -), chef d'orchestre.
- Marius Bruat (1930-2020), international de football français.
- Charles Bitsch (1931-2016), critique de cinéma, directeur de la photographie et réalisateur français. Il participa à la Nouvelle vague, notamment comme assistant-réalisateur de Jean-Luc Godard et Claude Chabrol.
- Pierre Chambon (1931-), médecin, biochimiste et généticien.
- Roger Zuber (1931-2017), professeur de littérature française à l'université Paris-Sorbonne, président de la Société de l'histoire du protestantisme français (1990-1996).
- Jean Brenner (1937-2009), peintre[12].
- Isabelle Pia (1935-2008) (de son vrai nom Geneviève Boussageon), comédienne française, elle tourna dans les années 1950 dans plusieurs films. Pourtant promise à une belle carrière, elle préfère tourner le dos au monde artistique.
- François Florent (1937-2021), homme de théâtre formé au Conservatoire de Strasbourg, il créa en 1967 le célèbre Cours Florent à Paris.
- Henri Czarniak (1937-1986), acteur d'origine polonaise
- Gérard Hérold (1939-1993), acteur.
- Jean-Marie Brohm (1940-), sociologue, théoricien critique du sport.
- Katia et Maurice Krafft (1942-1991) et (1946-1991), volcanologues.
- Daniel Roth (1942-), organiste, compositeur et improvisateur.
- Max Genève pseudonyme de Jean-Marie Geng (1945-2024), écrivain.
- André Bucher (1946-2022), écrivain, militant de l'agriculture biologique, il se définit comme « écrivain paysan ». Son rapport à la nature, le rapproche de la tradition littéraire américaine dite du « Nature writing ».
- Anne-Marie de Grazia Hueber (1948-), écrivaine.
- Antoine Waechter (1949-), homme politique.
- Philippe Daverio (1949-2020), critique d'art, écrivain, animateur de télévision.
- Thierry Moser (1950-), avocat en droit pénal, a exercé sa charge dans de nombreuses affaires qui ont marqué l'actualité : petit Grégory, Heaulme etc.
- Pierre Weil (1951-), journaliste et animateur radio.
- Denis Kessler (1952-2023), ancien vice-président du MEDEF, proche de Dominique Strauss-Kahn.
- Jacques Kessler (1952-), météorologiste. De 1979 à 2013, chroniqueur météo dans différentes antennes du groupe Radio France: France Inter, France Info etc[13]…
- Marc Grodwohl (1952-), anthropologue connu pour avoir créé et dirigé l'Écomusée d'Alsace.
- Patrick Fierry (1953-), acteur et musicien.
- Albert Rust (1953-), gardien de but (football). Il joua l'essentiel de sa carrière au FC Sochaux. En sélection nationale, il remporte avec l'équipe de france olympique le tournoi des Jeux olympiques de 1984 à Los Angeles.
- Françoise Urban-Menninger (1953-), poète, nouvelliste.
- Rémy Pflimlin (1954-2016), président de [France Télévisions] de 2010 à 2015.
- Jean-Marc Savelli (1955-), pianiste. Interprète notamment de Franz Liszt et de Frédéric Chopin.
- Andrée Buchmann (1956-), femme politique française, pionnière du militantisme politique écologiste dans les années 1970, elle participe activement à la création du parti des Verts en 1984. Malgré des apparitions nationales, sa carrière est essentiellement régionale.
- Dominique Ehrhard (1958-), peintre, auteur de jeux de société, de littérature de jeunesse français.
- François Loeser (1958-), mathématicien spécialiste de géométrie algébrique. Lauréat de la médaille d'argent du CNRS en 2011[14].
- Mathilde Monnier (1959-), chorégraphe.
- Laurence Piquet (1959-), journaliste-animatrice TV et radio[15]. Dans le cadre de ses activités audiovisuelles, elle a été au cœur d'une polémique en 1997[16]. Sous le pseudonyme de Laurence Valmier a aussi une eu, sans grand succès, une carrière de chanteuse dans les années 1980[17].
- Pascal Reber (1961-), organiste et compositeur.
- Jacques Glassmann (1962-), joueur de football professionnel, il révèle en mai 1993 la tentative de corruption par des dirigeants de l'Olympique de Marseille connu sous le nom de d'affaire VA-OM.
- Mireille Delunsch (1962-), chanteuse d'opéra (soprano).
- Thierry Mechler (1962-), organiste et professeur d'orgue et d'improvisation au conservatoire de Cologne.
- Vincent Dollmann (1964-), prêtre catholique français, ordonné en 1990, il est nommé archevêque de Cambrai en 2018.
- Paul Meyer (1965-), clarinettiste.
- Bruno Carabetta (1966-), judoka, 3e aux Jeux olympiques de Séoul en 1988.
- Riff Raff (1967-2023), chanteur-guitariste du groupe franco-anglais Libertin Lips.
- Jean Rottner (1967-), homme politique français. Successivement membre de l’UDF, de l’UMP puis de LR, il est maire de Mulhouse de 2010 à 2017 et président du conseil régional du Grand Est de 2017 à 2022 où il quitte la vie politique.
- Anne Briand (1968-), biathlète.
- David Cage (1969-), de son vrai nom David De Gruttola, créateur de jeux vidéo et fondateur du studio Quantic Dream.
- Stéphane Breitwieser (1971-), escroc et voleur d'art entre 1995 et 2001.
- Vanessa Burggraf (1971-), journaliste et présentatrice de télévision française.
- Anne Immelé (1972-), photographe[18].
- Hassan Koubba (1973-), comédien, notamment le lieutenant Micky Zafraoui de la série de TF1 Diane, femme flic.
- Karine Laurent Philippot (1974-), fondeuse.
- Gilles Reinhardt (1975-), cuisinier, successeur de Paul Bocuse à L'Auberge du Pont de Collonges.
- Marc-Angelo Soumah (1974-), joueur de football américain, deuxième français à avoir évolué en NFL et président de la Fédération française de football américain.
- Déborah Heissler (1976-), poétesse.
- Thierry Omeyer (1976-), gardien titulaire de l'équipe de France de handball de 1999 à 2017, meilleur handballeur mondial de l'année 2008.
- Véronique Cardi (1980-), éditrice française, femme de lettres.
- Elsa Grether (1980-), violoniste.
- Célia Blauel (1981-), femme politique française, membre d'EÉLV. De 2014 à 2021, maire-adjointe de Paris.
- Marc Pfertzel (1981-), footballeur.
- Jean-Noël Riff (1981-), joueur d'échecs.
- Sophie Herbrecht (1982-), handballeuse professionnelle notamment à l'ES Besançon où elle débuta, régulièrement sélectionnée en équipe de France de handball féminin de 2001 à 2012.
- Antar Yahia (1982-), footballeur algérien.
- Vincent Haegele (1982-), conservateur de bibliothèque et historien.
- Tristan Bordmann (1983), directeur de la photographie, réalisateur et auteur de bande-dessinée.
- Vitaa de son vrai nom Charlotte Gonin (1983-), chanteuse de pop urbaine.
- Michaël Gregorio (1984-), imitateur et comique.
- Claudio Capéo (1985-) de son vrai nom Claudio Ruccolo, chanteur de « variétés » et accordéoniste français d'origine italienne.
- Gaëtan Krebs (1985-), footballeur.
- Olivia Gay (1987-), violoncelliste.
- Amel Bouderra (1989 -), joueuse internationale de basket-ball.
- Philippe Tondre (1989 -), hautboïste.
- Benjamin Toniutti (1989-), joueur de volleyball, international français, médaillé d'or aux Jeux olympiques de Tokyo en 2021 et aux Jeux olympiques de Paris en 2024.
- Cléopâtre Darleux (1989-), handballeuse professionnelle, gardienne de but, internationale française.
- Tom Dillmann (1989-), pilote automobile.
- Laura Felpin (1990-), actrice, vidéaste et humoriste. En 2023, elle obtient le Molière de l'humour, lors de la 34e cérémonie des Molières.
- Raphaël Schellenberger (1990-), homme politique, membre du parti Les Républicains (LR), député depuis 2017 de la 4e circonscription du Haut-Rhin.
- Aliette de Laleu (1991-), journaliste, spécialisée dans la musique classique, animatrice de radio (France Musique). Elle promeut une meilleure reconnaissance de la place des femmes dans l'art musical tant passé qu'actuel.
- Alexia Gredy (1992-)[19], chanteuse et compositrice, ses chansons sont dans la lignée de la Pop française.
- Delphine Wespiser (1992-), Miss France 2012, mannequin, animatrice de télévision, actrice, chanteuse et femme politique.
- Yann Ehrlacher (1996-), pilote automobile, champion du monde WTCR 2020 et 2021

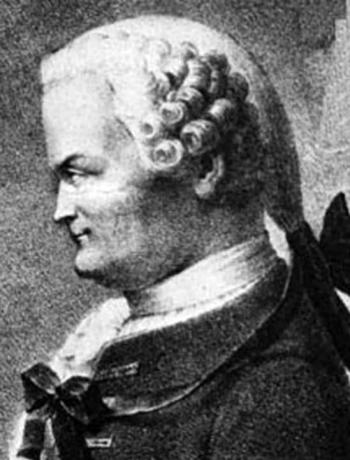
Johann Heinrich Lambert.
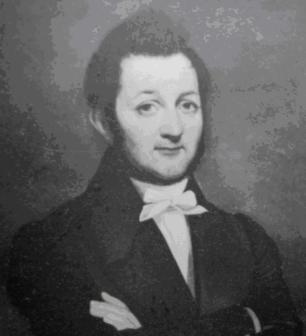
André Koechlin.
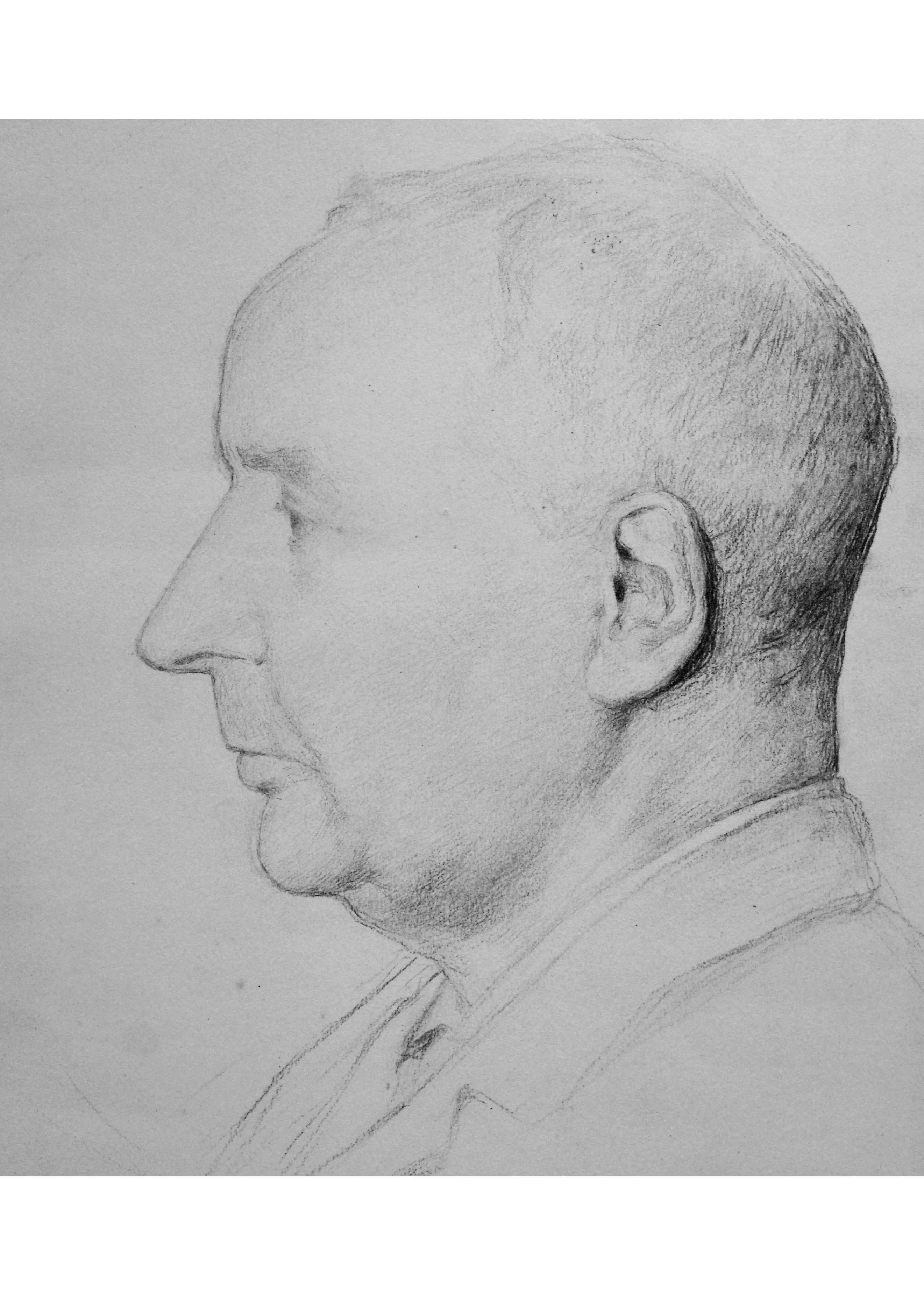
Armand Weiss.
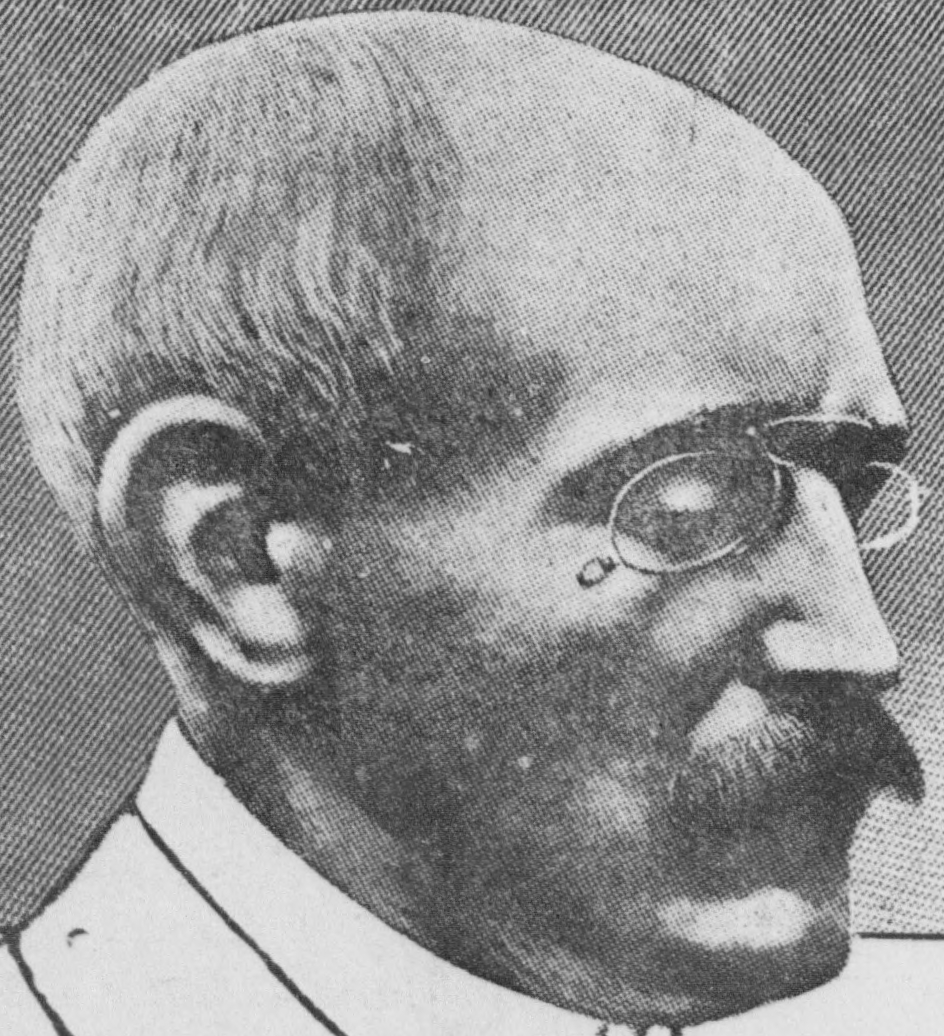
Alfred Dreyfus.
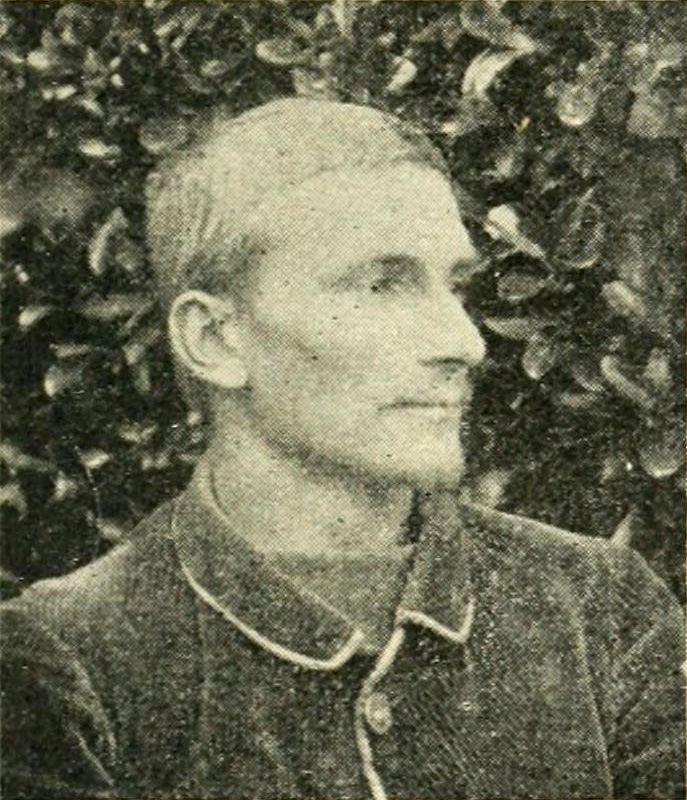
René Schützenberger.
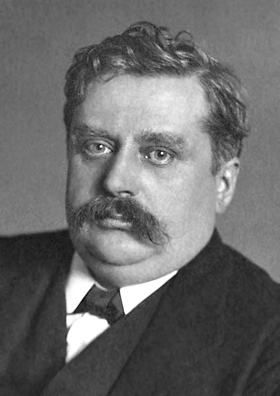
Alfred Werner.
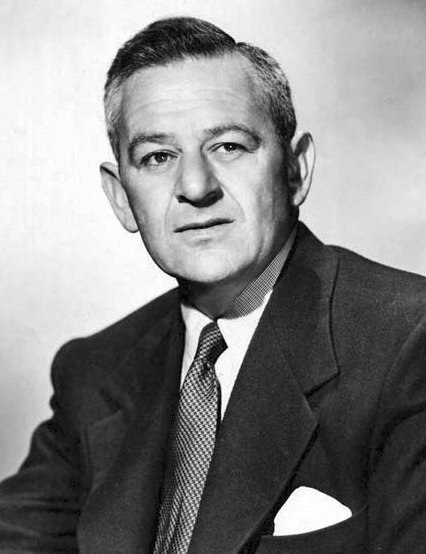
William Wyler.

## Résidents célèbres
- Yannick Agnel (1992-), nageur français, double champion olympique et champion du monde, s'engage avec le Mulhouse Olympic Natation en 2014.
- Olivier Becht (1976-), homme politique, maire de Rixheim de 2008 à 2014, conseiller départemental de 2015 à 2017, député en 2017 réélu en 2022. Entre le 4 juillet 2022 au gouvernement d'Élisabeth Borne comme ministre délégué chargé du Commerce extérieur, de l'Attractivité et des Français de l'étranger. Il occupe cette fonction jusqu'au 9 janvier 2024.
- Jean-Marie Bockel (1950- ), homme politique, maire de Mulhouse (1989-2010), député puis sénateur du Haut-Rhin, ministre dans les gouvernements Fabius, puis Fillon II.
- Alain de Boissieu (1914-2006) : militaire français, compagnon de la Libération, il commanda la 7e division mécanique de 1967 à 1969. Gendre de Charles de Gaulle.
- Didier Bourdon (1959-), acteur, scénariste, réalisateur et producteur, membre du trio Les Inconnus.
- Adolphe Braun (1812-1877), photographe qui, entre autres, fut l'auteur de L'Alsace photographiée (1858-1859). Il créa à Dornach en 1847 un atelier d'imprimerie d'arts graphiques. De cette entreprise existent encore des sociétés actives de nos jours.
- Kobe Bryant (1978-2020) : basketteur américain évoluant en NBA. Il a vécu pendant huit mois à Mulhouse lors du passage de son père Joe Bryant au FC Mulhouse Basket.
- Émile Burnat (1828-1920), ingénieur et botaniste, natif de la ville suisse de Vevey,
- Anaïs Croze (1976-), auteure compositrice de chansons souvent drôles et ironiques comme « Mon Cœur, Mon Amour ».
- Raymond Domenech (1952-), footballeur professionnel qui termina sa carrière de joueur au FC Mulhouse, d'abord comme joueur-entraîneur de 1984 à 1985 puis uniquement comme entraîneur jusqu'en 1988. Il continua dans cette activité jusqu'à obtenir le poste de sélectionneur de l'équipe de France pour le Mondial 2006, l'Euro 2008 et le Mondial 2010.
- Christopher Dresser (1834-1904), designer britannique.
- René-Nicolas Ehni (1935-2022), écrivain et dramaturge.
- Tamara El-Zein (1977-), scientifique de nationalité libanaise. Elle sera, de 2002 à 2013, chercheur à Mulhouse [20] dans le domaine de la physique et de la chimie. En 2022, devient la première femme a prendre la direction du CNRS libanais[21].
- Michaël Fœssel (1974-), philosophe, spécialiste de la philosophie allemande dont Emmanuel Kant en particulier, passe une partie de son enfance et adolescence à Mulhouse.
- Alfred de Glehn  (1848-1936), ingénieur anglais, il vient à Mulhouse en 1872 où il restera jusqu'à la fin de ses jours. Il travaille longtemps à Société alsacienne de construction mécanique où il contribue activement au développement de l'entreprise, notamment dans le domaine ferroviaire. Il sera aussi actif dans les domaines des œuvres sociales et à la formation.
- Madame Sans-Gêne (1755-1835), Catherine Hubscher, lingère d'origine, duchesse de Dantzig, épouse du maréchal Lefebvre qui a servi durant le Premier Empire..
- Jacob Kaplan (1895-1994), Grand Rabbin de France  de 1955 à 1977, rabbin de Mulhouse de 1922 à 1928.
- Alfred Kastler (1902-1984), physicien français. Prix Nobel de physique en 1966.
- Nathan Katz (1892-1981), poète et dramaturge. L'essentiel de son œuvre est écrite en dialecte alsacien.
- Maurice Koechlin (1856-1946) est le concepteur de la structure de la tour Eiffel. Le brevet d'invention fut acheté par Gustave Eiffel
- Maurice Krishaber (Krishaber Mór) (1836-1883, médecin d'origine hongroise, pionnier de l'otorhinolaryngologie.
- Laure Manaudou (1986-), femme politique, nageuse française détentrice de nombreux records, titres et médailles.
- Roxana Maracineanu (1975-), nageuse française d'origine roumaine née à Bucarest, sa famille s'installe en France alors qu'elle est en bas âge. À l'adolescence, elle devient licenciée du Mulhouse Olympic Natation où brillante nageuse elle effectue sa carrière avec de nombreux titres nationaux et internationaux à la clé. Engagée politiquement au PS , elle sera élue comme conseillère régionale d'Île de France de 2010 à 2015. Elle sera ministre des Sports (4 septembre 2018 au 22 mai 2022-).
- Borislav Mikhailov (1963-), footballeur bulgare, gardien de but. Il a joué au FC Mulhouse de 1991 à 1994. Il était alors le capitaine de l'équipe nationale de Bulgarie. Il a joué le match de football France – Bulgarie  décisif du 17 novembre 1993 au Parc des Princes à Paris, qui a marqué l'histoire du football français puisque les bulgares obtiennent aux dépens des « Bleus » la qualification à la coupe du monde 1994. À cette coupe du monde, les bulgares atteignent les demi-finales, en éliminant notamment l'Allemagne. Depuis 2017, il préside la fédération bulgare de football (Union Bulgare de football)[22].
- Christophe-Philippe Oberkampf (1738-1815), fondateur de la Manufacture Royale de Jouy-en-Josas.
- Pierre Pflimlin (1907-2000), président du Conseil (chef du gouvernement français) et du Parlement européen.
- Madeleine Rebérioux (1920-2005), historienne française, enseigne à Mulhouse de 1945 à 1961, siège au conseil municipal (de 1948 à 1950) en tant qu'élue du Parti communiste.
- Hervé Renard (1968-), entraîneur de football, a élu domicile à Mulhouse lors de ses six mois passés à la tête du FC Sochaux-Montbéliard en 2013-2014.
- Siboy (1991-) : ancien rappeur et concepteur rythmique d'origine brazza-congolaise.
- Albert Schweitzer (1875-1965), théologien, musicien organiste, philosophe et médecin, prix Nobel de la paix en 1952.
- Charles de Testa (1920-1986), résistant, Compagnon de la Libération.
- Arsène Wenger (1949-) : ancien footballeur professionnel, entraîneur de l'Arsenal Football Club depuis 1996.
- Louis Wagner (2003- ): animateur du grenat time, podcast sur le FC Metz a fait ses études à Mulhouse.